# Gancheop
Gancheop (간첩?), noto anche con il titolo internazionale The Spies, è un film del 2012 scritto e diretto da Woo Min-ho.

## Trama
Kim è una cellula dormiente nordcoreana che da oltre ventidue anni vive nella parte "nemica" della penisola; un giorno, gli viene comunicato che dovrà occuparsi di un particolare assassinio, insieme ad altre quattro persone a lui sconosciute, le quali – seppur controvoglia – sono costrette a obbedire. Il gruppo decide però di elaborare anche un "piano di riserva", consistente nel rubare il denaro presente nella cassaforte del loro bersaglio.

## Distribuzione
In Corea del Sud la pellicola è stata distribuita dalla Lotte Entertainment, a partire dal 20 settembre 2012.